# Большой фрегат

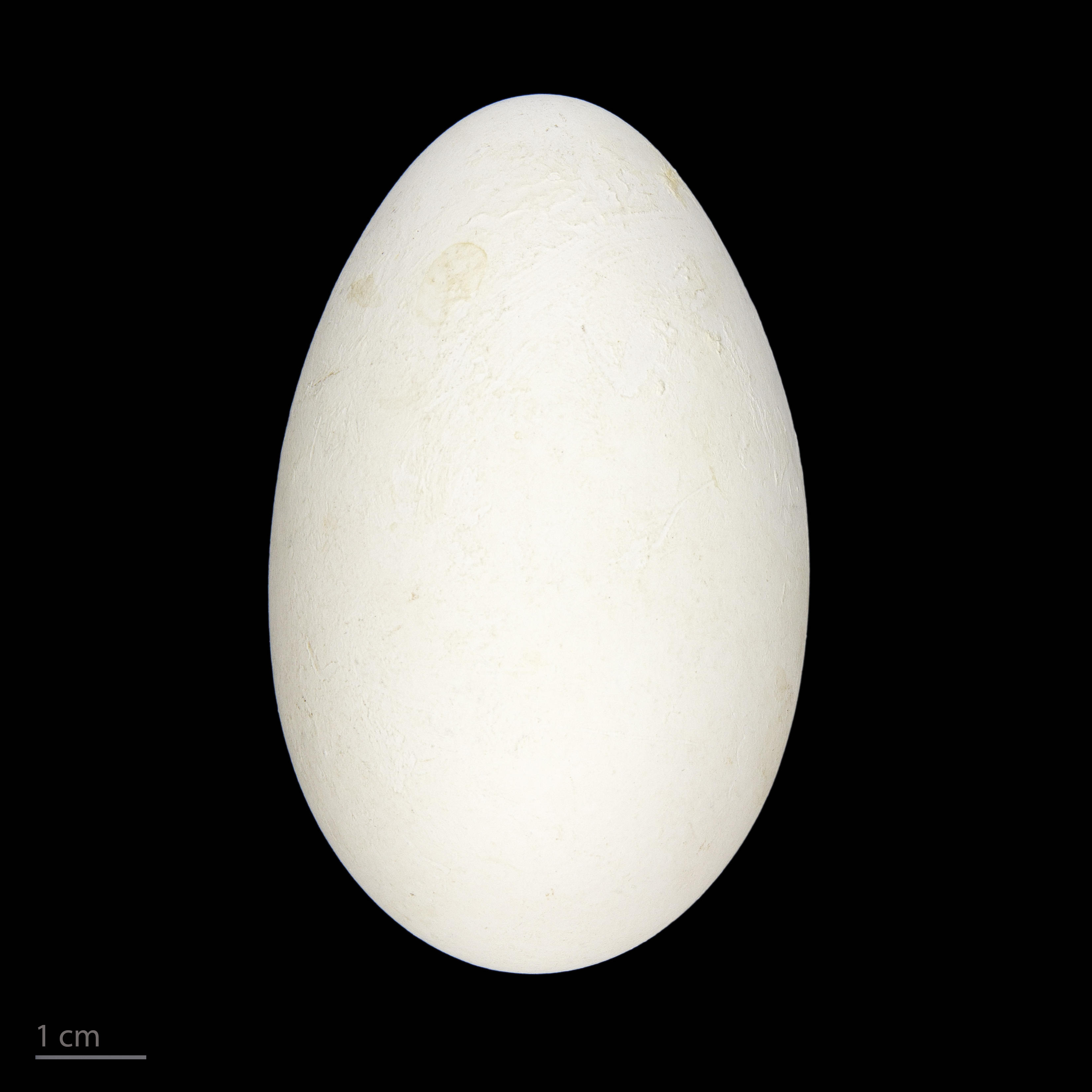
Яйцо

Большой фрегат (лат. Fregata minor) — птица семейства фрегатовые, обитающая на островах тропической части Тихого, Индийского и Атлантического океанов.

## Описание и образ жизни
Длина тела — 85—105 см, размах крыльев 205—230 см. Гнездится крупными колониями на океанических островах, вне периода размножения держится вдали от суши. Перед началом брачного периода на горле у самцов развивается большой ярко-алый кожистый мешок. Во время ухаживания самец раздувает его, издавая при этом звуки, привлекающие самок. Питается головоногими моллюсками и рыбой, часто отнимает добычу у других птиц.

## Подвиды
В настоящее время обычно выделяют пять подвидов:
- F. m. aldabrensis Mathews, 1914[3]. Западный Индийский океан (Альдабра, Коморские острова, остров Европа)
- F. m. minor (J. F. Gmelin, 1789)[4]. Центральная и восточная часть Индийского океана до Южно-Китайского моря
- F. m. palmerstoni (J. F. Gmelin, 1789)[4]. Западная и Центральная часть Тихого океана (Каролинские острова, Маршалловы острова, Гавайские острова, острова Феникс, острова Лайн, включая Киритимати (остров Рождества), Маркизские острова, Туамоту, Острова Общества, острова Питкэрн и Сала-и-Гомес)
- F. m. ridgwayi Mathews, 1914[3]. Восточная часть Тихого океана (острова Ревилья-Хихедо, остров Кокос, Галапагосы)
- F. m. nicolli Mathews, 1914[3]. Южная Атлантика (Триндади-э-Мартин-Вас)

А. М. Судиловская признавала ещё и шестой подвид:
- Fregata minor peninsulae Mathews, 1914[3]. Каролинские и Маршалловы острова, к югу до Новой Гвинеи и Квинсленда.

## Распространение

### Предположение о встречах в Российской акватории
А. М. Судиловская писала, что залётный экземпляр, по-видимому, гавайского подвида фрегата F. m. palmerstoni был добыт в 5 километрах от Хабаровска 1 июня 1926 А. И. Кардаковым. Данный экземпляр хранился в Хабаровском музее. Работа В. А. Нечаева и последующая работа самой Судиловской показали, что эта встреча, как и другие являются результатом ошибок или неверного определения. Однако по мнению Коблика с соавторами исключить вероятность залётов этого вида в акваторию Российской федерации в будущем нельзя.

## Интересные факты
- Английское название фрегатов — «man of war» (военный корабль) — указывает на разбойничьи привычки этих птиц. Взрослые фрегаты встречают олуш, пеликанов, крачек, чаек, бакланов и других птиц, которые возвращаются с охоты, и преследуют их с целью отобрать добычу, для этого они также бьют птиц своими сильными клювами и хвостами. Как только птицы отрыгивают добычу, фрегаты подхватывают ее и улетают. Молодые особи фрегатов, научившиеся летать, часто склевывают птенчиков своего же вида.
- Фрегаты — национальный символ государства Науру, местные жители используют этих птиц для ловли рыбы.
- Полинезийцы с помощью фрегатов передают друг другу сообщения, используя их наподобие почтовых голубей.
- На островах Полинезии фрегатов часто приручают и обучают разнообразным трюкам. Их поят изо рта и откармливают отборной рыбой. Одним из любимых народных развлечений на островах Тихого океана является состязание между фрегатами.
- Фрегаты обычно очень привязываются к островам, где они родились, и далеко в море от них не улетают.